# General Mariano Escobedo International Airport
General Mariano Escobedo International Airport är en flygplats i Mexiko.   Den ligger i kommunen Ciudad Apodaca och delstaten Nuevo León, i den centrala delen av landet, 700 km norr om huvudstaden Mexico City. General Mariano Escobedo International Airport ligger 389 meter över havet.
Terrängen runt General Mariano Escobedo International Airport är platt, och sluttar brant österut. Runt General Mariano Escobedo International Airport är det ganska glesbefolkat, med 30 invånare per kvadratkilometer. Närmaste större samhälle är Ciudad Guadalupe, 18,7 km sydväst om General Mariano Escobedo International Airport. Trakten runt General Mariano Escobedo International Airport består i huvudsak av gräsmarker.